# Tallanstown
Tallanstown (du gaélique : Baile an Tallúnaigh, le village de Tallúnaigh) est un village dans le comté de Louth, en Irlande.

## Vue d'ensemble
Le village se trouve sur la route R171, route régionale, et sur les rives de la rivière Glyde, à 11 km au sud-ouest de Dundalk.
L'école locale a ouvert ses portes en 1966.
La localité a été lauréate du concours 2010 des Tidy Towns.

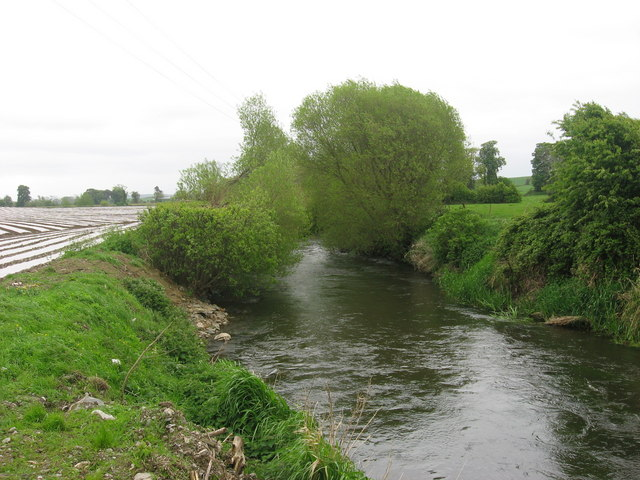
La rivière Glyde à Tallanstown, Glydefarm.
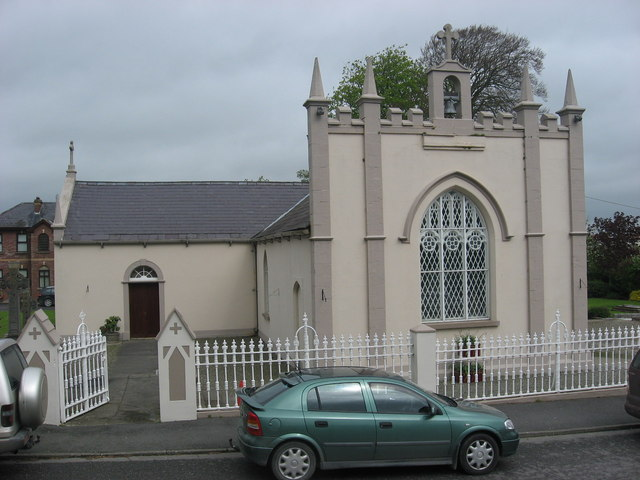
L'église.
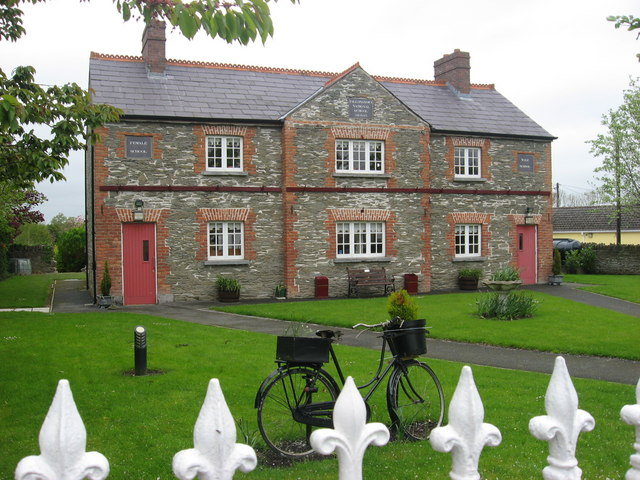
Ancienne école Vere Foster.
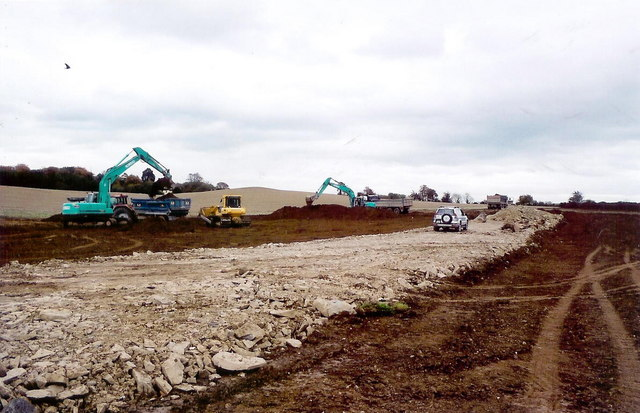
Travaux en vue de la viabilisation de terrains à construire à Rathbrist.